# Pabellón Principe Felipe
Pabellòn principe Felipe er en sportshal i Zaragoza i Spanien. Arenaen har plads til 10.744 tilskuere. den bliver hovedsageligt brugt til basketball og håndbold.
Hallen blev åbnet i 1990.
| Idrætsanlæg | Spire Denne artikel om et idrætsanlæg er en spire som bør udbygges. Du er velkommen til at hjælpe Wikipedia ved at udvide den. |

41°38′07″N 0°51′59″V / 41.6353°N 0.8663°V